# Адамов, Владимир Васильевич
Адамов Владимир Васильевич (1917—1985) — историк, кандидат исторических наук, преподаватель Уральского университета.

## Биография
Родился 22 июня (5 июля) 1917 года (по другим сведениям 5 июля 1914 года), в Орловской губернии, в городе Мценске, в семье преподавателя.
После окончания школы в начале 1930-х годов работал сельским учителем; в 1938 году переехал на Урал и поступил на исторический факультет Уральского университета.
С наступлением Великой Отечественной войны добровольцем ушёл на фронт, участвовал в обороне Ленинграда; был тяжело ранен, потерял ногу и, пережив блокаду, вернулся в Свердловск, продолжив обучение в университете, который окончил в 1944 году.
В период с 1943 по 1974 год был заведующим кафедрой истории СССР на историческом факультете Уральского университета. В 1954 году в Ленинградском университете защитил кандидатскую диссертацию «Горнозаводская промышленность Урала в годы Первой мировой империалистической войны». Работал над созданием научного направления по социально-экономической истории Урала в XX веке, критиковался как один из представителей «нового направления» в историографии. В. В. Адамов опубликовал более 20 научных работ, и благодаря ему более 20 студентов стали кандидатами наук, а двое учеников даже защитили докторские диссертации.
Умер в Свердловске 25 июля 1985 года.